# Шток, Себастьян
Себастья́н Шток (нем. Sebastian Stock; род. 15 ноября 1977, Имменштадт-им-Альгой, Бавария) — немецкий кёрлингист, скип и четвёртый в команде Германии на зимних Олимпийских играх 2002 года.
Играл на позиции четвёртого. Был скипом своей команды.
После окончания карьеры игрока работает как тренер по кёрлингу. В качестве национального тренера сборных команд Швейцарии участник зимних Олимпийских игр 2022.

## Достижения
- Чемпионат мира по кёрлингу среди мужчин: серебро (2004).
- Чемпионат Европы по кёрлингу: золото (2002, 2004).
- Континентальный Кубок по кёрлингу (в составе команды Европы): серебро (2004).
- Чемпионат Германии по кёрлингу среди мужчин: золото (2002, 2004), бронза (2003).[2]
- Чемпионат мира по кёрлингу среди юниоров: серебро (1995), бронза (1996).

## Команды
| Сезон   | Четвёртый       | Третий           | Второй            | Первый             | Запасной           | Тренер         | Турниры                              |
| ------- | --------------- | ---------------- | ----------------- | ------------------ | ------------------ | -------------- | ------------------------------------ |
| 1994—95 | Даниэль Херберг | Себастьян Шток   | Stephan Wiedemann | Патрик Хоффман     | Себастьян Линкеман |                | ЧМЮ 1995                             |
| 1995—96 | Себастьян Шток  | Патрик Хоффман   | Stephan Wiedemann | Себастьян Линкеман | Sebastian Jacoby   |                | ЧМЮ 1996                             |
| 1996—97 | Себастьян Шток  | Sebastian Jacoby | Stephan Wiedemann | Себастьян Линкеман | Кристофер Барч     |                | ЧМЮ 1997 (6 место)                   |
| 1997—98 | Себастьян Шток  | Sebastian Jacoby | Stephan Wiedemann | Кристофер Барч     | Феликс Шульце      |                | ЧМЮ 1998 (4 место)                   |
| 1998—99 | Даниэль Херберг | Себастьян Шток   | Штефан Кнолль     | Патрик Хоффман     | Маркус Мессенцель  | Кит Вендорф    | ЧЕ 1998 (6 место)                    |
| 1999—00 | Даниэль Херберг | Себастьян Шток   | Штефан Кнолль     | Патрик Хоффман     | Маркус Мессенцель  | Кит Вендорф    | ЧЕ 1999 (9 место)                    |
| 2001—02 | Себастьян Шток  | Даниэль Херберг  | Штефан Кнолль     | Маркус Мессенцель  | Патрик Хоффман     | Кит Вендорф    | ЧЕ 2001 (8 место) ЗОИ 2002 (6 место) |
| 2002—03 | Себастьян Шток  | Даниэль Херберг  | Штефан Кнолль     | Маркус Мессенцель  | Патрик Хоффман     | Ули Сутор      | ЧЕ 2002                              |
| 2003—04 | Себастьян Шток  | Даниэль Херберг  | Маркус Мессенцель | Патрик Хоффман     | Штефан Кнолль      | Ули Сутор      | ЧЕ 2003 (6 место)                    |
| 2003—04 | Себастьян Шток  | Christoph Falk   | Patrick Roffmann  | Ули Сутор          |                    |                |                                      |
| 2003—04 | Себастьян Шток  | Даниэль Херберг  | Штефан Кнолль     | Маркус Мессенцель  | Патрик Хоффман     | Ули Сутор      | ЧМ 2004                              |
| 2004—05 | Себастьян Шток  | Даниэль Херберг  | Штефан Кнолль     | Маркус Мессенцель  | Патрик Хоффман     | Маркус Херберг | ЧЕ 2004                              |
| 2005—06 | Себастьян Шток  | Даниэль Херберг  | Маркус Мессенцель | Патрик Хоффман     | Бернхард Майр      | Дик Хендерсон  | ЧМ 2006 (10 место)                   |
| 2006—07 | Себастьян Шток  | Даниэль Херберг  | Маркус Мессенцель | Патрик Хоффман     | Бернхард Майр      |                | ЧЕ 2006 (4 место)                    |
| 2007—08 | Себастьян Шток  | Даниэль Херберг  | Маркус Мессенцель | Патрик Хоффман     | Бернхард Майр      |                |                                      |
| 2008—09 | Себастьян Шток  | Даниэль Херберг  | Маркус Мессенцель | Патрик Хоффман     |                    |                |                                      |

(скипы выделены полужирным шрифтом)

## Результаты как тренера национальных сборных
| Год  | Турнир                                                 | Сборная                       | Место |
| ---- | ------------------------------------------------------ | ----------------------------- | ----- |
| 2017 | Чемпионат мира по кёрлингу среди смешанных команд 2017 | Швейцария (смешанная команда) | 21    |
| 2018 | Чемпионат мира по кёрлингу среди смешанных пар 2018    | Швейцария (смешанная пара)    | 1     |
| 2018 | Кубок мира по кёрлингу 2018/2019 (1 этап)              | Швейцария (смешанная пара)    | 3     |
| 2018 | Кубок мира по кёрлингу 2018/2019 (2 этап)              | Швейцария (смешанная пара)    | 2     |
| 2019 | Кубок мира по кёрлингу 2018/2019 (3 этап)              | Швейцария (смешанная пара)    | 3     |
| 2019 | Чемпионат мира по кёрлингу среди смешанных пар 2019    | Швейцария (смешанная пара)    | 9     |
| 2019 | Кубок мира по кёрлингу 2018/2019 (финал)               | Швейцария (женщины)           | 2     |
| 2019 | Кубок мира по кёрлингу 2018/2019 (финал)               | Швейцария (смешанная пара)    | 6     |

## Частная жизнь
Из семьи кёрлингистов. Его тётя, Альмут Хеге-Шёлль, кёрлингистка и тренер, выиграла женский чемпионат мира 1988. Его двоюродная сестра (дочь Альмут Хеге-Шёлль) Пиа-Лиза Шёлль — в числе прочего чемпионка Европы среди смешанных команд 2013 года.